# In pectore
In pectore (latinsko za v prsih ali v srcu) je izraz, ki ga uporabljajo v Rimskokatoliški cerkvi za razmere, ki nastanejo, kadar papež imenuje novega kardinala, toda javno ne razglasi njegovega imena. Pravice, da imenujejo kardinala in pectore, se papeži redko poslužujejo.

## Opis
Kardinali imenovani in pectore niso vedno obveščeni o svojem statusu. Kardinal imenovan na tak način ne more delovati kot kardinal tako dolgo, dokler papež njegovega imenovanja ne oznani javno. Ko enkrat papež objavi njegovo ime, se njegova delovna doba (staž) v Kardinalskem zboru računa od trenutka njegovega imenovanja in pectore in ne od tedaj, ko je bil javno razglašen.

## Vzroki za imenovanje
Papeži morejo skrivati istovetnost imenovanega kardinala iz več razlogov:
- zaradi njegove osebne varnosti, to je kadar imenovani kardinal živi pod vladavino, ki je sovražna do Rimskokatoliške cerkve, krščanstva ali vere nasploh,
- zaradi varnosti njegove okolice, to je kadar obstaja bojazen, da bi javno imenovanje kardinala lahko pripeljalo do zaničevanja ali preganjanja kristjanov ali katoličanov.

Kardinal in pectore lahko sodeluje na konklavu le, če papež objavi njegovo ime pred svojo smrtjo. Če tega ne stori, njegov kardinalski položaj s papeževo smrtjo preneha. Papeži: Leon X., Inocenc X., Benedikt XIV., Gregor XVI. in Pij IX. so bili najprej imenovani za kardinale in pectore, toda kmalu jih je papež tudi javno razglasil.